# NGC 6934

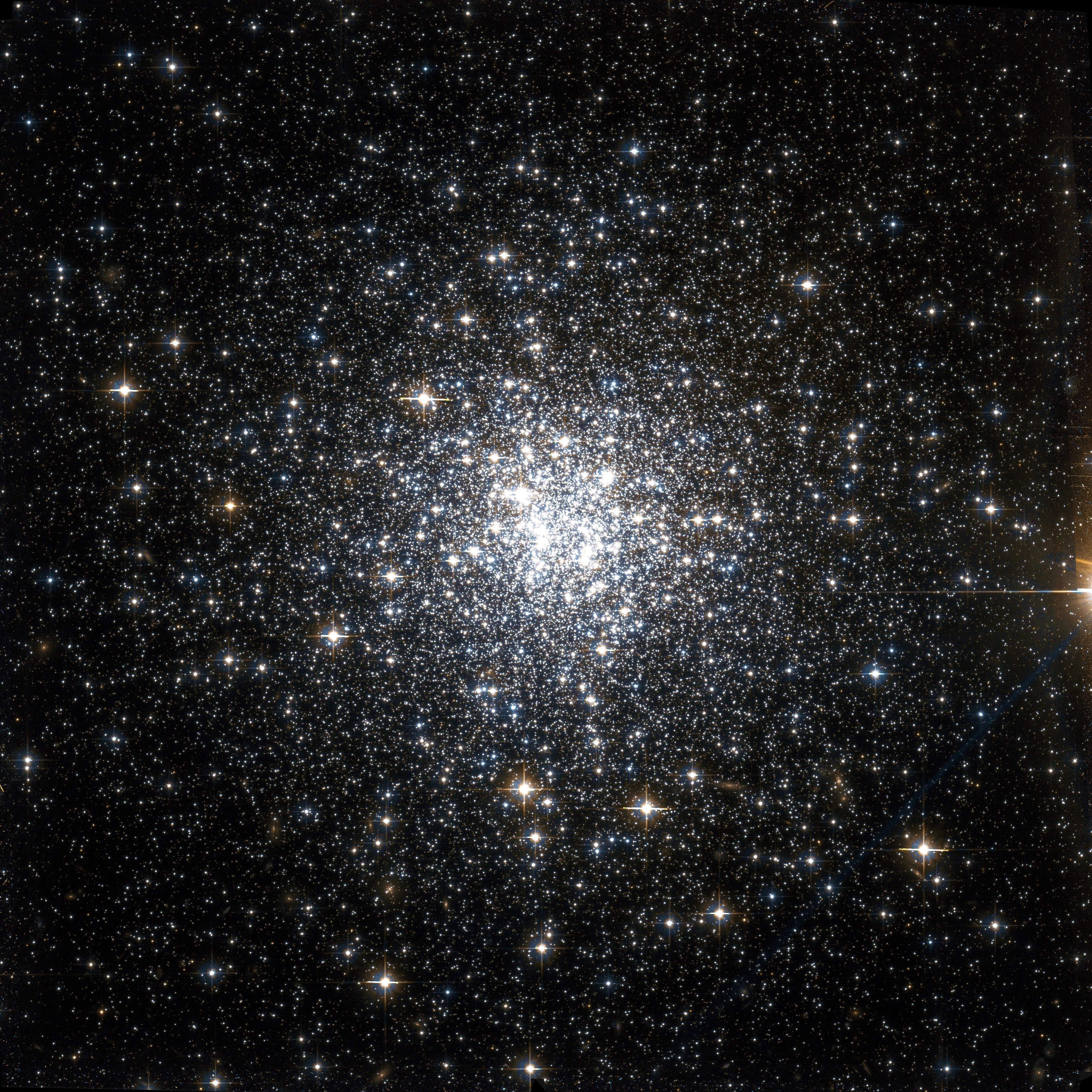
NGC 6934

NGC 6934 sau Caldwell 47 este un roi globular din constelația Delfinul. Se află la o depărtare de 50 000 de ani-lumină.   A fost descoperit de William Herschel pe 24 septembrie 1785.